# Bandiera Rossa
Bandiera Rossa, även kallad Avanti Popolo för dess första rader och Den röda fanan i den svenska översättningen, är en av arbetarrörelsens mest berömda sånger. Den hyllar den röda fanan, socialismens främsta symbol. Texten skrevs av Carlo Tuzzi år 1908, och melodin är tagen från lombardiska folksånger.
Det finns flera olika varianter av texten som associeras till särskilda socialistiska eller kommunistiska partier. De sista två raderna, "Evviva il comunismo e la libertà" ("Leve kommunismen och friheten"), infördes efter Mussolinis maktövertagande i Italien. Vid samma tid byttes även "Compagni avanti alla riscossa" ut till "Avanti o popolo, alla riscossa". Ordet "communismo" i slutet byts ofta ut mot "socialismo".
En svensk översättning kallad "Den röda fanan" har skrivits av Gösta Åberg och Lars Forssell.
Sången ska inte förväxlas med den brittiska socialistsången "The Red Flag" eller den filippinska kommunistsången "Ang Bandilang Pula".

## Utdrag ur den italienska texten
Första versen:
Avanti o popolo, alla riscossa,
Bandiera rossa, Bandiera rossa.
Avanti o popolo, alla riscossa,
Bandiera rossa trionferà.
Refrängen:
Bandiera rossa la trionferà
Bandiera rossa la trionferà
Bandiera rossa la trionferà
Evviva il comunismo e la libertà.

## Utdrag ur den svenska översättningen
Första versen:
Framåt kamrater, till uppror manar
vår röda fana, vår röda fana.
Framåt kamrater, till uppror manar
vår röda fana som segern ger.
Refrängen:
Röda fanan ska mot seger gå!
Röda fanan den ska segern nå!
Röda fanan ska mot seger gå!
Leve socialismen, leve friheten!

## Källhänvisningar
1. ↑  Den nya tidens sångbok, ISBN 91 88016 94 3, s. 59